# .coop
.coop（源自“合作的”一词的英語：的缩写“coop”）是互联网域名系統的赞助类顶级域（sTLD）之一，專供合作社、全資子公司與其它為促進或支援合作社而生的組織使用。不过，尽管.coop域名在世界上廣為使用，許多經營全球貿易的合作社為了證明其同時又是商業組織，通常也持有其它種類域名或國家和地區頂級域名。

## 历史沿革
- 2000年10月11日，作为对互聯網名稱與數字地址分配機構（ICANN）提出的首次互聯網顶级域名空間扩展计划的回应，美國合作商業協會（英语：National Cooperative Business Association）(NCBA)下属的美国合作联盟（CLUSA），联合世界多家合作社与类似合作组织推出.coop域名方案[3]。
- 2000年11月16日，ICANN正式批准.coop域名[4]。
- 2001年1月15日，.coop列入根域名服务器的区域文件。
- 2001年5月25日，NCBA成立DotCooperation有限責任公司以确保.coop注册局能够独立运行。
- 2002年1月30日，由英國Poptel（英语：Poptel）勞工合作社（英语：Worker cooperative）承建的域名基礎設施技术投入運營。
- 2005年，Midcounties合作社（英语：Midcounties Co-operative）通過旗下名叫Midcounties Co-operative Domains的從屬機構獲得了這一域名的註冊管理資格。
- 2006年，Dyn公司（英语：Dyn (company)）簽訂協議、成為了.coop註冊之域名系統的惟一服務提供商。[5]
- 2007年7月16日，DotCooperation续签了与ICANN的赞助协议。
- 2008年6月13日，ICANN在排除了安全风险后，批准了DotCooperation公司开展单字母或双字母域名申请的业务。
- 2015年3月13日，CentralNic公众有限公司接手Dyn公司对该域名的运营权[6]。